# FC Zimbru Chișinău
FC Zimbru Chișinău (Zimbru Kišiněv) je moldavský fotbalový klub sídlící v hlavním městě Kišiněvě. Byl založen roku 1947, letopočet založení je i v klubovém emblému, ve kterém se nachází i rozkročený býk. Klubové barvy jsou žlutá a zelená. Domácím hřištěm klubu je stadion s názvem Stadionul Zimbru s kapacitou 10 500 diváků.
Největším derby v zemi je zápas mezi Zimbru a týmem FC Sheriff Tiraspol ze separatistického Podněstří.
Velkým rivalem Zimbru je i jiný kišiněvský klub FC Dacia Chișinău.

## Úspěchy
- 8× vítěz Divizia Națională (1992, 1992/93, 1993/94, 1994/95, 1995/96, 1997/98, 1998/99, 1999/00)[3]
- 6× vítěz Cupa Moldovei (1996/97, 1997/98, 2002/03, 2003/04, 2006/07, 2013/14)[4]
- 1× vítěz Supercupa Moldovei (2014)